# Lesnaia Datxa
Lesnaia Datxa (en rus: Лесная Дача) és un poble (un possiólok) de l'óblast d'Uliànovsk, a Rússia, que en el cens del 2010 tenia 340 habitants. Pertany al districte de Barix.